# اوه موکل‌های روحی من
اوه موکل‌های روحی من (انگلیسی: Oh My Ghost Clients؛‏ کره‌ای: 노무사 노무진) مجموعه تلویزیونی محصول کره جنوبی سال ۲۰۲۵ در ژانر کمدی اکشن فانتزی با بازی جونگ کیونگ هو، سول این آه، چا هاک یون و یو سون هو است. این مجموعه از ۳۰ مه ۲۰۲۵، روزهای جمعه و شنبه ساعت ۲۱:۵۰ (کی‌اس‌تی) از ام‌بی‌سی پخش خواهد شد.

## خلاصه داستان
این مجموعه داستان نو مو جین، یک وکیل حقوق کار را دنبال می‌کند که به‌طور غیرمنتظره‌ای با ارواحی روبه‌رو می‌شود که از او می‌خواهند مشکلات کاری و حقوقی‌شان را حل کند.

## بازیگران
- جونگ کیونگ هو در نقش نو مو جین[۱]
- سول این آه در نقش نا هی جو[۱]
- چا هاک یون در نقش گو گیون وو[۱]
- یو سون هو در نقش یون جه[۴]